# Kadana
Kadana o Kuddana fou un estat tributari protegit de l'agència de Rewa Kantha, a la presidència de Bombai, rodejada al nord per Dungarpur i Mewar; al sud, per Sunth, i al sud-oest i oest per Lunavada i altres estats menors de Rewa Kantha. La superfície era de 336 km² i la població el 1872 de 12.689 habitants, el 1881 de 14.220 i el 1931 de 17.560. Era un territori muntanyós regat pel riu Mahi (al sud). La capital era Kadana al sud-est a la riba esquerra del Mahi a 23° 21′ N, 73° 52′ E / 23.350°N,73.867°E.
Kadana s'hauria format com entitat separada al segle XIII per obra de Limdevji, germà petit de Jalam Singh, descendent del homonim Jalan Singh fundador de Jhalod als Panch Mahals. Tot i que era molt petit, la seva orografia salvatge i la pobresa el va salvar de ser engolit per cap dels seus veïns, ni tant sol de pagar tribut. El seu sobirà era a finals del segle XIX el thakur Parvat Singhji, nascut vers 1822. Els ingressos s'estimaven en 1.400 lliures i l'estat no pagava cap mena de tribut.

## Nota
1. ↑  Hunter, Sir William Wilson. The Imperial Gazetteer of India (en anglès).  Londres: Trübner & co., 1885.